# Hayashi Gonsuke
Il barone Hayashi Gonsuke, in giapponese 林 権助? (Dominio di Aizu, 23 marzo 1860 – Tokyo, 27 giugno 1939), è stato un diplomatico giapponese.

## Biografia
Suo nonno Hayashi Yasusada (noto anche come “Hayashi Gonsuke”) e suo padre, sostenitori dello shogunato Tokugawa, furono entrambi uccisi nella battaglia di Toba-Fushimi, durante la guerra Boshin. A soli sette anni Gonsuke si ritrovò a capo della famiglia Hayashi e nonostante la giovane età gli fu conferito un grado militare e assegnata una posizione nella difesa del castello di Aizuwakamatsu durante la battaglia di Aizu. Dopo la sconfitta delle forze di Aizu e l'instaurazione del governo Meiji, Hayashi, insieme a molti membri superstiti del clan Aizu, fu inviato nel dominio di Tonami, nell'attuale prefettura di Aomori. Il giovane Hayashi attirò l'attenzione di un ufficiale del dominio di Satsuma, Kodama Sanefumi, che aveva conosciuto suo nonno a Kyoto ai tempi del movimento kōbu gattai. Kodama portò Hayashi e sua madre a vivere a Tokyo. Kodama morì durante la ribellione di Satsuma.
Hayashi si laureò all'Università Imperiale di Tokyo e nel 1887 ottenne un posto presso il Ministero degli Esteri. Dopo aver prestato servizio come console presso le missioni diplomatiche giapponesi di Chemulpo e di Shanghai, fu segretario presso le ambasciate giapponesi di Londra e Pechino. Mentre si trovava in Cina, aiutò Liang Qichao a fuggire in esilio in Giappone dopo il colpo di stato conservatore che pose fine alla Riforma dei Cento Giorni. Nel 1899 Hayashi, che era molto apprezzato da Katō Takaaki, fu nominato direttore dell'Ufficio comunicazioni del Ministero degli Esteri.
Durante la guerra russo-giapponese, Hayashi fu vice-ambasciatore presso l'Impero coreano e in tale veste firmò il trattato Giappone-Corea del 1904 del 23 febbraio 1904, che dava all'Esercito imperiale giapponese libertà d'azione nella penisola coreana. Sottoscrisse in seguito l'accordo Giappone-Corea dell'agosto 1904, quello dell'aprile 1905, quello dell'agosto 1905 e il trattato Giappone-Corea del 1905, che portarono la Corea a diventare un protettorato dell'Impero giapponese. Per i suoi meriti Hayashi fu elevato al kazoku del Giappone con il titolo di danshaku (barone). Nel 1908 fu ministro residente del Giappone presso il Regno d'Italia.
Durante la prima guerra mondiale Hayashi fu ministro plenipotenziario in Cina. Tra il 1919 e il 1920 divenne il primo governatore civile della concessione del Kwantung. Riassegnato a Londra, Hayashi fu ambasciatore nel Regno Unito dal 1920 al 1925. Nel 1921 fece parte della delegazione giapponese all'Assemblea della Società delle Nazioni e nel 1922 rappresentò il suo Paese alla Conferenza di Genova.
Hayashi fu membro del Consiglio privato del Giappone dal 1934 fino alla sua morte, nel 1939. La sua tomba si trova nel cimitero di Aoyama a Tokyo.